# El Espectro de la rosa

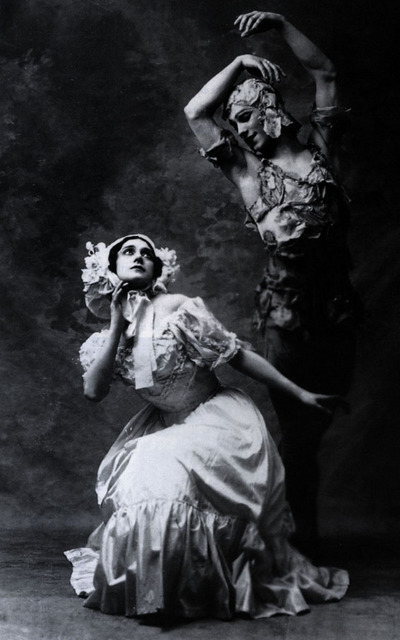
El Espectro de la rosa con Karsávina y Nijinsky

El Espectro de la rosa (Le Spectre de la rose) es un ballet en un acto para una pareja de bailarines, creado por el coreógrafo Michel Fokine para los Ballets Rusos de Serguéi Diáguilev. Sobre una pieza para piano de Carl Maria von Weber Aufforderung zum Tanz (Invitación a la danza) de 1819, posteriormente orquestada por Hector Berlioz en 1841, con decorados y figurines de Léon Bakst el ballet fue estrenado el 19 de abril de 1911 en el Théâtre de Monte Carlo inaugurando la tercera temporada de los Ballets Rusos fuera de Rusia. Sus intérpretes fueron Tamara Karsávina, en el papel de la Joven, y Vaslav Nijinsky en el Espectro de la rosa. El éxito de Nijinsky en este paso a dos romántico, que al mismo tiempo es una pieza de bravura para el protagonista masculino, fue espectacular y el ballet quedó unido para siempre a su nombre y su leyenda.
La idea para el ballet se debe al poeta francés Jean-Louis Vaudoyer que, para conmemorar el centenario del nacimiento del romántico francés Théophile Gautier, se inspiró en unos versos de este: Je suis le spectre de la rose/que tu portais hier au bal (Soy el espectro de la rosa/que ayer llevabas en el baile). Una joven regresa a su habitación de un baile y recordando los momentos felices de la velada se queda dormida en un sillón con una rosa en la mano. Por el ventanal que se abre a la noche entra de un salto el Espectro de la rosa y emprende una danza vertiginosa por el espacio y en torno a la joven dormida a la que levanta y lleva consigo en sus giros y evoluciones cada vez más arrebatadas para por fin volverla a dejar en el sillón y desaparecer como había entrado de un salto por el ventanal. Entonces la joven despierta y con la rosa en la mano se acerca lentamente a la ventana abierta.
Este ballet que según la crítico de The New Yorker, Arlene Croce, es un "non stop allegro solo", que exige del bailarín un máximo de virtuosismo y de resistencia, está tan unido a la leyenda de Nijinsky que no se repone a menudo. A pesar de ello hay interpretaciones memorables como la de Jean Babilée durante sus años en los Ballets des Champs-Élysées y más tarde durante su breve tiempo como primer bailarín de la Ópera de París (1953); la de Serge Golovine para el Grand Ballet du Marquis de Cuevas (1956), la de Rudolf Nuréyev para el Joffrey Ballet (1979) o la de Manuel Legris para el Ballet de la Ópera de París (1990).